# Квебек (аэропорт)
Международный аэропорт Квебек-сити имени Жана Лесажа, также известный как Международный аэропорт Квебек-сити (англ. Québec City Jean Lesage International Airport, Jean Lesage International Airport, фр. Québec City Jean Lesage International Airport, Québec/Jean Lesage International Airport), (ИАТА: YQB, ИКАО: CYQB) — гражданский аэропорт, расположенный в 11 километрах к юго-западу от города Квебек-сити (провинция Квебек), Канада.
Аэропорт был построен в 1939 году после закрытия аэродрома Сент-Луис и в качестве учебно-тренировочного центра пилотов. Первый полёт в аэропорту Квебек-сити состоялся 11 сентября 1941 года. Первоначально носил название «Аэропорт Л’Ансьенн-Лорретт», затем «Аэропорт Санта-Фой», позже «Аэропорт Квебек» и, наконец, в 1993 году был переименован в «Международный аэропорт имени Жана Лесажа» в честь бывшего премьер-министра провинции Квебек.
В настоящее время Международный аэропорт имени Жана Лесажа является вторым по показателю количества взлётов/посадок самолётов коммерческим аэропортом провинции Квебек, уступая Международному аэропорту имени Пьера Эллиота Трюдо, и третьим по объёмам пассажирских перевозок аэропортом провинции после Монреаля (Трюдо) и Аэропорта Монреаль/Сен-Юбер. По итогам 2008 года услугами Международного аэропорта имени Жана Лесажа воспользовалось 1 026 090 пассажиров, а также совершено 125 466 операций взлётов и посадок самолётов. Эксплуатирумый в настоящее время пассажирский терминал имеет максимальную пропускную способность в 1,2 миллионов пассажиров в год.
Аэропорт находится в собственности и управляется непубличной и неакционированной структурой «Aéroport de Québec inc.».

## Статистика
В 2008 году Международный аэропорт имени Жана Лесажа вошёл в список 16-и наиболее загруженных аэропортов Канады по показателю количества взлётов и посадок воздушных судов в год.
| Год                          | 2000    | 2001    | 2002    | 2003    | 2004    | 2005    | 2006    | 2007    | 2008      | 2009      | 2010      | 2011      |
| ---------------------------- | ------- | ------- | ------- | ------- | ------- | ------- | ------- | ------- | --------- | --------- | --------- | --------- |
| Количество взлётов/посадок   | 142 612 | 151 650 | 135 646 | 116 523 | 109 180 | 101 367 | 109 031 | 119 271 | 125 512   | 128 890   | 126 856   | 128 748   |
| Объём пассажирских перевозок | 672 800 | 642 800 | 610 600 | 628 500 | 715 100 | 777 300 | 779 600 | 877 000 | 1 026 090 | 1 035 026 | 1 190 088 | 1 313 432 |

## Расширение аэропорта
В 2006 году началась реализация программы по реконструкции и модернизации аэропорта с общим бюджетом в 62,8 миллионов долларов США, направленная в первую очередь на увеличение максимальной пропускной способности аэровокзала и повышение уровня обслуживания пассажиров. Проект включал в себя перестройку двух уровней пассажирского терминала, реконструкцию залов выдачи багажа и зоны прибытия пассажиров, а также реорганизацию и расширение зоны ожидания вылета. Строительные работы по проекту были завершены в июне 2008 года, новая инфраструктура аэропорта в настоящее время позволяет обслуживать до 1,2 миллионов пассажиров в год.

## Авиакомпании и направления полётов
В Международном аэропорту имени Жана Лесажа работают больше десяти авиакомпаний, выполняющих более трёхсот регулярных рейсов в неделю в аэропорты Северной Америки, Южной Америки и Европы.